# Oskar Luts
Oskar Luts, né le 26 décembre 1886 (7 janvier 1887 dans le calendrier grégorien) à Järvepera, près de Tartu dans le gouvernement de Livonie (Empire russe), et mort le 23 mars 1953 à Tartu en république socialiste soviétique d’Estonie, est un écrivain estonien. Il est le frère du réalisateur estonien Theodor Luts (1896-1980).

## Biographie
Oskar Luts naît dans une famille de la petite bourgeoisie estonienne de Livonie et fréquente l’école paroissiale du bourg de Sankt-Bartholomäi. Il étudie ensuite entre 1899 et 1902 dans des écoles techniques de Dorpat et devient apprenti pharmacien en 1903 et travaille à Reval. Il devient pharmacien, même pendant son service militaire à Saint-Pétersbourg entre 1909 et 1911, puis poursuit ses études à l’université.
Oslar Luts est mobilisé en 1914. Il est pharmacien militaire à Pskov, Varsovie, Dvinsk, Wilna et Vitebsk (1915-1918), où il se marie. Il est mis en congé à l’automne 1918 pour raisons de santé, alors que la guerre civile russe frappe les anciens territoires russes. Il réussit à rejoindre Tartu (ex-Dorpat) qui a été sous occupation allemande une grande partie de la guerre dans une zone où s’affrontent désormais d’anciens militaires allemands (Freikorps), soutenus par une partie de la population et des bolchévistes estoniens ou russes, soutenus par une autre partie, tandis qu’une nouvelle république estonienne prend forme peu à peu. Il travaille à la bibliothèque universitaire en 1919-1920 et s’occupe de son commerce de pharmacie. Il commence à se consacrer à l’écriture de manière permanente en 1922.
Il vit à partir de 1936 dans sa maison de la rue Riia à Tartu, devenue musée en 1964 du temps de l’URSS. En 1945, il est consacré par la république socialiste soviétique d’Estonie comme écrivain national.
Oskar Luts est enterré au cimetière de Ropka-Tamme.

## Œuvre
La première partie de son œuvre avant la Première Guerre mondiale est féconde. Il écrit son roman Printemps (Kevade) en 1912 et la seconde partie paraît en 1913. Il y raconte la vie de jeunes étudiants estoniens. Les mêmes personnages sont repris dans son roman Été (Suvi) en 1918 (le second tome est publié en 1919) qui est très populaire.
Ses romans postérieurs sont écrits pour répondre au goût du public dans une Estonie indépendante. Il s’agit des Noces de Toots (Tootsi pulm), Jour de fête (Argipäev), Automne (Sügis, dont la première partie est publiée en 1938). Ses romans deviennent cependant moins humoristiques et Automne ne rencontre pas le succès escompté. Son second tome ne sera publié qu’en 1988, alors qu’il fut longtemps sous forme de manuscrit. Cependant ce cycle de romans (Printemps, Été, Automne) fut adapté au cinéma par Arvo Kruusement et lui redonna un regain de succès posthume.
Oskar Luts écrit aussi tout au long de sa vie des livres pour enfants, comme Nukitsamees (L'Homme aux cornes), en 1920, dont on adapta aussi un film.
Certains de ses récits sont consacrés comme naturalistes, comme La Vie d’Andres (1923), L’Élève Valter (1927), ou La Jeunesse de Väino Lehtmets (1935). Il écrit aussi treize volumes de Mémoires qui paraissent entre 1930 et 1941. Il écrit aussi des comédies, dont Le Chou (Kapsapea), dont on fait un dessin animé et qui évoque la Chine, les États-Unis et l'URSS.
La plupart de ses œuvres sont traduites en russe.

## Musées
- Musée Oskar Luts à Tartu
- Musée Oskar Luts à Palamuse

## Source
- Ressource relative à l'audiovisuel :   - IMDb
- Notices dans des dictionnaires ou encyclopédies généralistes :   - Deutsche Biographie
  - Eesti biograafiline andmebaas ISIK
  - Internetowa encyklopedia PWN
- Notices d'autorité :   - VIAF
  - ISNI
  - BnF (données)
  - IdRef
  - LCCN
  - GND
  - Pays-Bas
  - Pologne
  - Israël
  - NUKAT
  - Norvège
  - Tchéquie
  - Lettonie
  - Arménie
  - WorldCat

- (it) Cet article est partiellement ou en totalité issu de l’article de Wikipédia en italien intitulé « Oskar Luts » (voir la liste des auteurs).